# Justizpalast (Bukarest)
Der Justizpalast (rumänisch Palatul Justiției) ist ein denkmalgeschütztes Gebäude in Bukarest (Rumänien). Er befindet sich im Sektor 5, am Ufer der Dâmbovița.

## Geschichte
Der Justizpalast wurde in den Jahren 1890 bis 1895 von dem Architekten Albert Ballu, der auch den Justizpalast von Charleroi (Belgien) entworfen hat und Ion Mincu errichtet, der für den Innenbau zuständig war, das heißt für Decken, Fußböden, Geländer, Treppen und Möbel.
Der Grundstein des Gebäudes wurde von König Carol I. von Rumänien persönlich am 7. Oktober 1890 gelegt. Der König unterzeichnete den Akt der Grundsteinlegung auf einem Pergament, versiegelte es mit dem königlichen Siegel, ließ es dann in das Fundament des Gebäudes einbauen und legte danach den ersten Stein selbst. Die Einweihung des Palastes fand am 4. Oktober 1895 statt.
Das Gebäude wurde an der Stelle der Curtea judecătorească (deutsch: Gerichtshof) errichtet.
Die Ausführung der Arbeiten wurde von Ingenieur Nicolae Cuţarida unternommen. Im Inneren des Palastes gibt es einen „Saal der verlorenen Schritte“, wie im Universitätspalast von Iași auch. Es besetzt beinahe ein Viertel der fast 13.000 Quadratmeter Gebäudefläche. Der Name des „Saals der Pendeluhr“ kommt von der Tatsache, dass es in diesem Raum eine riesige Pendeluhr gibt, die aus dem Jahr 1895 stammt.
Der Zentralkörper wurde im Französischen Renaissance-Stil erbaut. Der Mittelteil der Fassade wird von sechs Säulen getragen. Unter dem Vordach befinden sich sechs allegorische Statuen, die symbolisieren (von links nach rechts): Aufmerksamkeit, Kraft, Gesetz, Gerechtigkeit, Beredsamkeit und Wahrheit. Sie wurden von Karl Storck, Frederic Storck, Wladimir Hegel und George Vasilescu gemeißelt. Zwei weitere Statuen, die die Uhr auf dem Dach flankieren, bezeichnen Stärke und Klugheit. Der Justizpalast hat einen Keller, ein Erdgeschoss, ein Zwischengeschoss und ein Obergeschoss, etwa 20 m über dem Boden, mit einer Fläche von ca. 27.700 m².

## Fotos

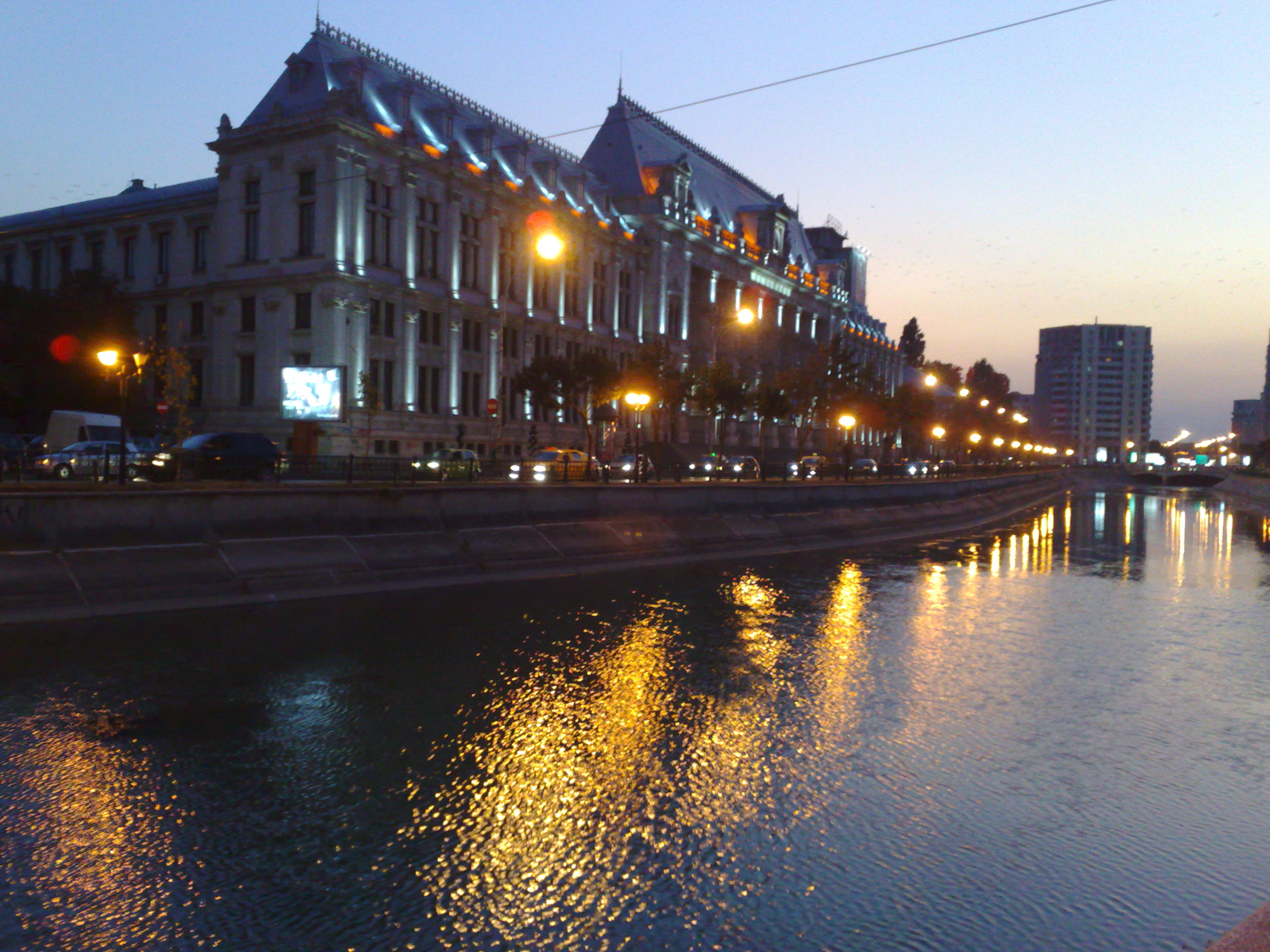
Der Justizpalast an der Dâmbovița in der Nacht
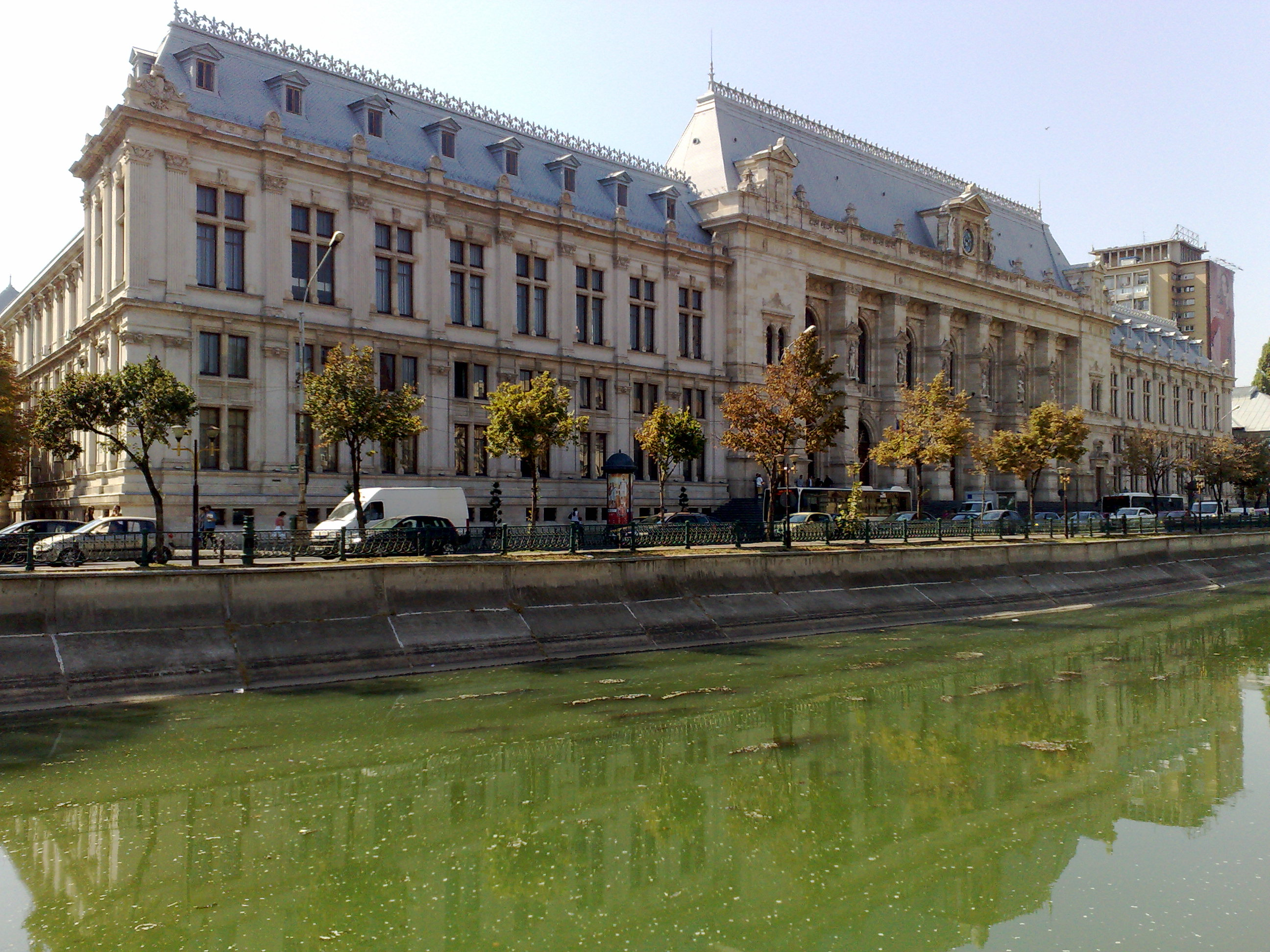
Justizpalast am Tag
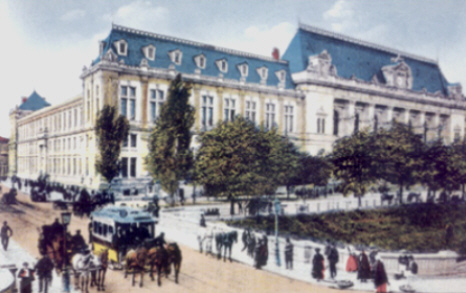
Justizpalast im Jahre 1903